# Undisputed
Undisputed è un film statunitense del 2002 prodotto da Miramax. È interpretato e co-prodotto da Wesley Snipes, e co-interpretato da Ving Rhames.
Il film è stato diretto e prodotto da Walter Hill, e scritto da David Giler e Hill, meglio noto come lo scrittore e regista di 48 ore e Strade di fuoco.
Non è riuscito a emergere al box-office e ha ricevuto recensioni contrastanti da parte della critica. Tuttavia ha trovato il successo sul mercato home video, tanto da essere prodotto un sequel, senza, però, i membri del cast originale: Undisputed II: Last Man Standing uscito nel 2006. Un secondo sequel, Undisputed III: Redemption, è stato prodotto nel 2010. Successivamente ne è stato realizzato un ulteriore capitolo nel 2016: Undisputed 4 - Il ritorno di Boyka.

## Trama
George "Iceman" Chambers, campione del mondo dei pesi massimi di pugilato, viene arrestato con l'accusa di stupro. Subito dopo il suo arrivo in prigione, Chambers viene a sapere dell'esistenza di un programma di pugilato interno e che il detenuto Monroe è campione indiscusso da dieci anni. Chambers non vuole essere secondo a nessuno quindi inizia a istigare Monroe alla lotta, per dimostrare di essere l'unico campione. Vedendo questo, Ripstein, anziano capo mafia detenuto nel carcere, vero storico ed amante del pugilato, organizza un incontro clandestino tra i due per vedere chi sia il vero campione indiscusso.
Ben presto Iceman riesce a inimicarsi l'intera comunità carceraria, nel contempo nega con veemenza la sua colpevolezza per lo stupro. Monroe Hutchen è completamente l'opposto, ammette apertamente l'omicidio compiuto, è tranquillo, riflessivo e certo delle sue capacità.
L'incontro si svolge secondo le regole di fine '800 (nessun arbitro, conteggio di 60 secondi e non di 10...) con un'unica eccezione, i pugili non combatteranno a pugni nudi, ma con i guantoni.